# 农格拉尔
农格拉尔（法語：Nonglard，法語發音：[nɔ̃ɡlaʁ]）是法国上萨瓦省的一个市镇，位于该省西部偏南，属于阿讷西区。

## 地理
农格拉尔（45°55'5"N, 6°1'10"E）面积4.12 平方千米，位于法国奥弗涅-罗讷-阿尔卑斯大区上萨瓦省，该省份为法国东部省份，历史上为薩伏依的一部分，北与瑞士接壤，西接安省，南至萨瓦省，东与瑞士和意大利接壤。
与农格拉尔接壤的市镇（或旧市镇、城区）包括：洛瓦尼、普瓦西、锡兰日、沃村。
农格拉尔的时区为UTC+01:00、UTC+02:00（夏令时）。

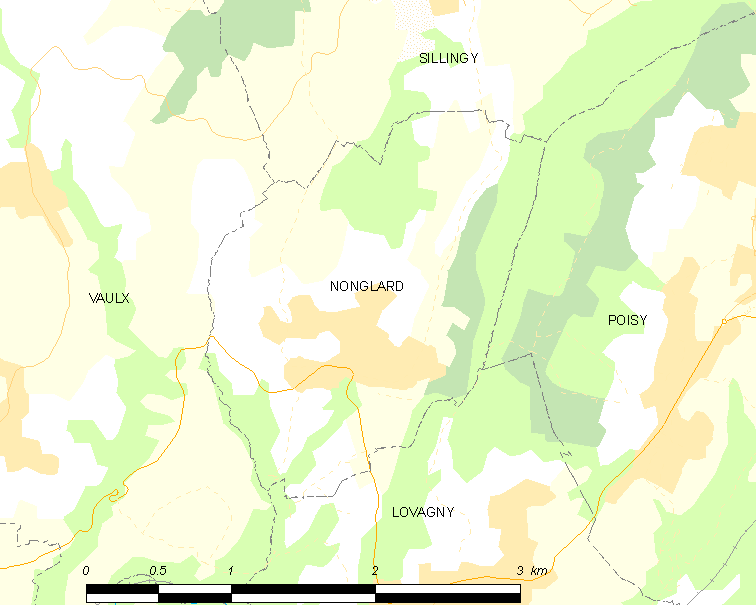
农格拉尔的OSM定位图

## 行政
农格拉尔的邮政编码为74330，INSEE市镇编码为74202。

## 政治
农格拉尔所属的省级选区为阿讷西第一县。

## 交通
上萨瓦省省道D14线经过农拉尔境内，有客运巴士前往省会阿讷西。

## 人口

1962-2008年间农格拉尔人口变化图示

农格拉尔于2022年1月1日时的人口数量为735人。